# Campionati mondiali juniores di biathlon 2022
I Campionati mondiali juniores di biathlon 2022, manifestazione organizzata dalla International Biathlon Union, si sono tenuti a Soldier Hollow, negli Stati Uniti, dal 20 febbraio al 2 marzo. Il programma ha incluso gare di sprint, inseguimento, individuale e staffetta, sia maschili sia femminili; oltre alle gare della categoria "juniores" (fino ai 21 anni) sono state disputate anche quelle della categoria "giovani" (fino ai 19 anni).

## Categoria juniores

### Risultati

#### Uomini

##### Sprint
| Pos. | Atleta            | Nazione   |
| ---- | ----------------- | --------- |
| 1    | Martin Nevland    | Norvegia  |
| 2    | Otto Invenius     | Finlandia |
| 3    | Martin Uldal      | Norvegia  |
| 4    | Blagoj Todev      | Bulgaria  |
| 5    | Aleksander Kornev | Russia    |
| 6    | Mats Øverby       | Norvegia  |
| 7    | Michele Molinari  | Italia    |
| 8    | David Zingerle    | Italia    |
| 9    | Oscar Lombardot   | Francia   |
| 10   | Renārs Birkentāls | Lettonia  |

Data: 26 febbraio

Ore: 11.00 (UTC-7)

##### Inseguimento
| Pos. | Atleta          | Nazione   |
| ---- | --------------- | --------- |
| 1    | Martin Nevland  | Norvegia  |
| 2    | Blagoj Todev    | Bulgaria  |
| 3    | Martin Uldal    | Norvegia  |
| 4    | David Zingerle  | Italia    |
| 5    | Mats Øverby     | Norvegia  |
| 6    | Jonáš Mareček   | Rep. Ceca |
| 7    | Lovro Planko    | Slovenia  |
| 8    | Tomáš Mikyska   | Rep. Ceca |
| 9    | Aleksej Subarev | Russia    |
| 10   | Oscar Lombardot | Francia   |

Data: 27 febbraio

Ore: 14.15 (UTC-7)

##### Individuale
| Pos. | Atleta          | Nazione       |
| ---- | --------------- | ------------- |
| 1    | Jonáš Mareček   | Rep. Ceca     |
| 2    | Vetle Paulsen   | Norvegia      |
| 3    | Martin Uldal    | Norvegia      |
| 4    | Aleksej Subarev | Russia        |
| 5    | Otto Invenius   | Finlandia     |
| 6    | Campbell Wright | Nuova Zelanda |
| 7    | Anton Ivarsson  | Svezia        |
| 8    | Oscar Lombardot | Francia       |
| 9    | Maksim Fomin    | Lituania      |
| 10   | Aleksej Kovalëv | Russia        |

Data: 24 febbraio

Ore: 11.00 (UTC-7)

##### Staffetta
| Pos. | Nazione   | Atleti                                                        |
| ---- | --------- | ------------------------------------------------------------- |
| 1    | Francia   | Oscar Lombardot Rémi Broutier Paul Fontaine Jacques Jefferies |
| 2    | Italia    | Iacopo Leonesio David Zingerle Michele Molinari Elia Zeni     |
| 3    | Norvegia  | Mats Øverby Martin Uldal Jørgen Sæter Martin Nevland          |
| 4    | Rep. Ceca | Ondřej Mánek Tomáš Mikyska Luděk Abrahám Jonáš Mareček        |
| 5    | Slovenia  | Matic Repnik Lovro Planko Pavel Trojer Alex Cisar             |

Data: 2 marzo

Ore: 11.00 (UTC-7)

#### Donne

##### Sprint
| Pos. | Atleta              | Nazione   |
| ---- | ------------------- | --------- |
| 1    | Tereza Voborníková  | Rep. Ceca |
| 2    | Rebecca Passler     | Italia    |
| 3    | Lisa Spark          | Germania  |
| 4    | Frida Dokken        | Norvegia  |
| 5    | Beatrice Trabucchi  | Italia    |
| 6    | Åsne Skrede         | Norvegia  |
| 7    | Hannah Auchentaller | Italia    |
| 8    | Lea Meier           | Svizzera  |
| 9    | Noora Kaisa Keränen | Finlandia |
| 10   | Živa Klemenčič      | Slovenia  |

Data: 26 febbraio

Ore: 14.00 (UTC-7)

##### Inseguimento
| Pos. | Atleta              | Nazione    |
| ---- | ------------------- | ---------- |
| 1    | Tereza Voborníková  | Rep. Ceca  |
| 2    | Hannah Auchentaller | Italia     |
| 3    | Frida Dokken        | Norvegia   |
| 4    | Lisa Spark          | Germania   |
| 5    | Lea Meier           | Svizzera   |
| 6    | Jeanne Richard      | Francia    |
| 7    | Noora Kaisa Keränen | Finlandia  |
| 8    | Luise Müller        | Germania   |
| 9    | Ema Kapustová       | Slovacchia |
| 10   | Beatrice Trabucchi  | Italia     |

Data: 27 febbraio

Ore: 15.20 (UTC-7)

##### Individuale
| Pos. | Atleta              | Nazione   |
| ---- | ------------------- | --------- |
| 1    | Lisa Spark          | Germania  |
| 2    | Océane Michelon     | Francia   |
| 3    | Tereza Voborníková  | Rep. Ceca |
| 4    | Mareike Braun       | Germania  |
| 5    | Maren Bakken        | Norvegia  |
| 6    | Lea Rothschopf      | Austria   |
| 7    | Beatrice Trabucchi  | Italia    |
| 8    | Hannah Auchentaller | Italia    |
| 9    | Anastasija Grišina  | Russia    |
| 10   | Živa Klemenčič      | Slovenia  |

Data: 24 febbraio

Ore: 14.00 (UTC-7)

##### Staffetta
| Pos. | Nazione  | Atleti                                                                |
| ---- | -------- | --------------------------------------------------------------------- |
| 1    | Italia   | Rebecca Passler Linda Zingerle Beatrice Trabucchi Hannah Auchentaller |
| 2    | Germania | Johanna Puff Mareike Braun Luise Müller Lisa Spark                    |
| 3    | Francia  | Camille Coupé Noémie Remonnay Océane Michelon Jeanne Richard          |
| 4    | Norvegia | Åsne Skrede Maren Kirkeeide Frida Dokken Maren Bakken                 |
| 5    | Austria  | Lisa Osl Lea Rothschopf Lara Wagner Anna-Maria Schrempf               |

Data: 2 marzo

Ore: 14.00 (UTC-7)

### Medagliere per nazioni
| Pos. | Nazione   | Oro | Argento | Bronzo | Totale |
| ---- | --------- | --- | ------- | ------ | ------ |
| 1    | Rep. Ceca | 3   | 0       | 1      | 4      |
| 2    | Norvegia  | 2   | 1       | 5      | 8      |
| 3    | Italia    | 1   | 3       | 0      | 4      |
| 4    | Francia   | 1   | 1       | 1      | 3      |
| 4    | Germania  | 1   | 1       | 1      | 3      |
| 6    | Bulgaria  | 0   | 1       | 0      | 1      |
| 6    | Finlandia | 0   | 1       | 0      | 1      |

## Categoria giovani

### Risultati

#### Uomini

##### Sprint
| Pos. | Atleta           | Nazione    |
| ---- | ---------------- | ---------- |
| 1    | Jakob Kulbin     | Estonia    |
| 2    | Jakub Borguľa    | Slovacchia |
| 3    | Albert Engelmann | Germania   |
| 4    | Konrad Badacz    | Polonia    |
| 5    | Arttu Heikkinen  | Finlandia  |
| 6    | Mathis Profit    | Svizzera   |
| 7    | Pavel Trojer     | Slovenia   |
| 8    | Lukas Haslinger  | Austria    |
| 9    | Fabian Müllauer  | Austria    |
| 10   | Isak Frey        | Norvegia   |

Data: 25 febbraio

Ore: 11.00 (UTC-7)

##### Inseguimento
| Pos. | Atleta            | Nazione    |
| ---- | ----------------- | ---------- |
| 1    | Jakub Borguľa     | Slovacchia |
| 2    | Albert Engelmann  | Germania   |
| 3    | Arttu Heikkinen   | Finlandia  |
| 4    | Pavel Trojer      | Slovenia   |
| 5    | Konrad Badacz     | Polonia    |
| 6    | Eemi Naumanen     | Finlandia  |
| 7    | Isak Frey         | Norvegia   |
| 8    | Christoph Pircher | Italia     |
| 9    | Fabian Müllauer   | Austria    |
| 10   | Marco Barale      | Italia     |

Data: 27 febbraio

Ore: 11.00 (UTC-7)

##### Individuale
| Pos. | Atleta           | Nazione    |
| ---- | ---------------- | ---------- |
| 1    | Arttu Heikkinen  | Finlandia  |
| 2    | Jakub Borguľa    | Slovacchia |
| 3    | Albert Engelmann | Germania   |
| 4    | Andreas Aas      | Norvegia   |
| 5    | Mathis Profit    | Svizzera   |
| 6    | Pavel Trojer     | Slovenia   |
| 7    | Konrad Badacz    | Polonia    |
| 8    | Mehis Udam       | Estonia    |
| 9    | Fabian Kaskel    | Germania   |
| 10   | Nicolò Betemps   | Italia     |

Data: 23 febbraio

Ore: 11.00 (UTC-7)

##### Staffetta
| Pos. | Nazione   | Atleti                                        |
| ---- | --------- | --------------------------------------------- |
| 1    | Norvegia  | Stian Fedreheim Andreas Aas Isak Frey         |
| 2    | Germania  | Fabian Kaskel Tim Nechwatal Albert Engelmann  |
| 3    | Italia    | Marco Barale Christoph Pircher Nicolò Betemps |
| 4    | Estonia   | Mark-Markos Kehva Mehis Udam Jakob Kulbin     |
| 5    | Finlandia | Eemi Naumanen Turkka Nieminen Arttu Heikkinen |

Data: 1º marzo

Ore: 11.00 (UTC-7)

#### Donne

##### Sprint
| Pos. | Atleta              | Nazione  |
| ---- | ------------------- | -------- |
| 1    | Maren Kirkeeide     | Norvegia |
| 2    | Lena Repinc         | Slovenia |
| 3    | Iva Moric           | Germania |
| 4    | Selina Grotian      | Germania |
| 5    | Anna Nędza-Kubiniec | Polonia  |
| 6    | Sara Scattolo       | Italia   |
| 7    | Kaja Zorč           | Slovenia |
| 8    | Sara Andersson      | Svezia   |
| 9    | Julia Tannheimer    | Germania |
| 10   | Anna Andexer        | Austria  |

Data: 25 febbraio

Ore: 14.00 (UTC-7)

##### Inseguimento
| Pos. | Atleta              | Nazione  |
| ---- | ------------------- | -------- |
| 1    | Selina Grotian      | Germania |
| 2    | Lena Repinc         | Slovenia |
| 3    | Sara Andersson      | Svezia   |
| 4    | Sara Scattolo       | Italia   |
| 5    | Maren Kirkeeide     | Norvegia |
| 6    | Iva Moric           | Germania |
| 7    | Guro Femsteinevik   | Norvegia |
| 8    | Julia Tannheimer    | Germania |
| 9    | Anna Nędza-Kubiniec | Polonia  |
| 10   | Anna Andexer        | Austria  |

Data: 27 febbraio

Ore: 12.00 (UTC-7)

##### Individuale
| Pos. | Atleta              | Nazione  |
| ---- | ------------------- | -------- |
| 1    | Sara Andersson      | Svezia   |
| 2    | Iva Moric           | Germania |
| 3    | Selina Grotian      | Germania |
| 4    | Lena Repinc         | Slovenia |
| 5    | Julia Tannheimer    | Germania |
| 6    | Lora Hristova       | Bulgaria |
| 7    | Anna Andexer        | Austria  |
| 8    | Marlene Fichtner    | Germania |
| 9    | Kaja Zorč           | Slovenia |
| 10   | Anna Nędza-Kubiniec | Polonia  |

Data: 23 febbraio

Ore: 14.00 (UTC-7)

##### Staffetta
| Pos. | Nazione   | Atleti                                               |
| ---- | --------- | ---------------------------------------------------- |
| 1    | Italia    | Ilaria Scattolo Fabiana Carpella Sara Scattolo       |
| 2    | Germania  | Iva Moric Marlene Fichtner Selina Grotian            |
| 3    | Bulgaria  | Valentina Dimitrova Stefani Jolova Lora Hristova     |
| 4    | Finlandia | Rebecca Sandnäs Nea Vähäsarja Inka Hämäläinen        |
| 5    | Rep. Ceca | Kateřina Pavlů Svatava Mikysková Kateřina Gotvaldová |

Data: 1º marzo

Ore: 14.00 (UTC-7)

### Medagliere per nazioni
| Pos. | Nazione    | Oro | Argento | Bronzo | Totale |
| ---- | ---------- | --- | ------- | ------ | ------ |
| 1    | Norvegia   | 2   | 0       | 0      | 2      |
| 2    | Germania   | 1   | 4       | 4      | 9      |
| 3    | Slovacchia | 1   | 2       | 0      | 3      |
| 4    | Finlandia  | 1   | 0       | 1      | 2      |
| 4    | Italia     | 1   | 0       | 1      | 2      |
| 4    | Svezia     | 1   | 0       | 1      | 2      |
| 7    | Estonia    | 1   | 0       | 0      | 1      |
| 8    | Slovenia   | 0   | 2       | 0      | 2      |
| 9    | Bulgaria   | 0   | 0       | 1      | 1      |